# Grace (Name)
Grace ist ein weiblicher Vorname, abgeleitet von dem lateinischen Wort gratia, das übersetzt werden kann mit Dankbarkeit, Beliebtheit oder Liebenswürdigkeit. Er tritt auch als Familienname auf.

## Varianten
- Gracia
- Gracie
- Graciela
- Gracja
- Grazia
- Graziella

## Namensträgerinnen
Grace
- Grace Alele-Williams (1932–2022), nigerianische Mathematikerin und Hochschullehrerin
- Grace Bumbry (1937–2023), US-amerikanische Sängerin
- Grace Coolidge (1879–1957), First Lady der Vereinigten Staaten
- Grace Mary Crowfoot (1879–1957), britische Archäologin, Pionierin in der Erforschung archäologischer Textilien
- Grace Caroline Currey (* 1996), US-amerikanische Schauspielerin
- Grace Curzon, Marchioness Curzon of Kedleston (1879–1958), reiche US-amerikanische High-Society-Lady
- Grace Fulton (* 1996), US-amerikanische Schauspielerin
- Grace Gealey (* 1984), US-amerikanische Schauspielerin
- Grace Greenwood Ames (1905–1979), US-amerikanische Künstlerin
- Grace Gummer (* 1986), US-amerikanische Schauspielerin
- Grace Hartigan (1922–2008), US-amerikanische Malerin
- Grace Hayle (1888–1963), US-amerikanische Schauspielerin
- Grace Hightower (* 1955), US-amerikanische Schauspielerin
- Grace Hoffman (1921–2008), US-amerikanische Opernsängerin
- Grace Hopper (1906–1992), US-amerikanische Informatikerin
- Grace Huang (* 1983), australische Schauspielerin chinesischer Abstammung
- Grace Jackson (* 1961), jamaikanische Leichtathletin
- Grace Jones (* 1948), jamaikanische Sängerin, Fotomodel und Schauspielerin
- Grace Kelly (1929–1982), US-amerikanische Schauspielerin und spätere Fürstin von Monaco
- Grace Metalious (1924–1964), US-amerikanische Schriftstellerin
- Grace Moore (1898–1947), US-amerikanische Opernsängerin und Schauspielerin
- Grace Msiska (* 1979), malawische Fußballschiedsrichterin
- Grace Mugabe (* 1965), simbabwische First Lady
- Grace Njapau (* 1948), sambische Politikerin
- Grace Ogot (1930–2015), kenianische Schriftstellerin
- Grace O’Malley (1530–1603), irische Piratin
- Grace Paley (1922–2007), US-amerikanische Schriftstellerin
- Grace Park (* 1974), kanadische Schauspielerin
- Grace Phipps (* 1992), US-amerikanische Schauspielerin und Sängerin
- Grace Randolph (* 1987), US-amerikanische Comicautorin und Betreiberin von Beyond The Trailer
- Grace Saif (* 1995), britische Schauspielerin
- Grace Sewell (* 1997), bekannt als Saygrace, australische Sängerin
- Grace Slick (* 1939), US-amerikanische Rock-Sängerin
- Grace Upshaw (* 1975), US-amerikanische Leichtathletin
- Grace Van Dien (* 1996), US-amerikanische Schauspielerin
- Grace Van Patten (* 1996), US-amerikanische Schauspielerin
- Grace VanderWaal (* 2004), US-amerikanische Sängerin und Songschreiberin
- Grace Lee Whitney (1930–2015), US-amerikanische Schauspielerin
- Grace Yoon (* 1952),  Regisseurin, Schauspielerin, Performance-Künstlerin und Autorin koreanischer Herkunft
- Grace Chisholm Young (1868–1944), englische Mathematikerin
- Grace Zabriskie (* 1941), US-amerikanische Schauspielerin

Gracie
- Gracie Abrams (* 1999), US-amerikanische Singer-Songwriterin
- Gracie Allen (1895–1964), US-amerikanische Schauspielerin
- Gracie Elvin (* 1988), australische Radrennfahrerin
- Gracie Fields (1898–1979), britische Sängerin, Schauspielerin und Comedienne
- Gracie Gold (* 1995), US-amerikanische Eiskunstläuferin (Einzellauf)
- Gracie Otto (* 1987), australische Schauspielerin, Produzentin und Regisseurin
- Gracie Pfost (1906–1965), US-amerikanische Politikerin

## Familienname
- Adalyn Grace (* 1994), US-amerikanische Autorin
- Akiko Grace (* 1973), japanische Jazzpianistin
- April Grace (* 1962), US-amerikanische Schauspielerin
- Betty Grace (* ~1925), englische Badmintonspielerin
- Cecil Grace (1880–1910), britischer Luftfahrtpionier
- Chris Grace (* 1946), britischer Produzent
- Clara Grace (* 1865), britische Radsportlerin
- David Grace (* 1985), englischer Snookerspieler
- Dinah Grace (1916–1963), deutsche Tänzerin und Schauspielerin
- Frederick Grace (1884–1964), britischer Boxer
- George W. Grace (1921–2015), US-amerikanischer Anthropologe und Linguist
- Glennis Grace (* 1978), niederländische Sängerin
- Henry Grace (1907–1983), US-amerikanischer Artdirector und Szenenbildner
- Jeff Grace (Komponist) (* 1975), US-amerikanischer Filmkomponist
- Jeff Grace (Schauspieler), US-amerikanischer Schauspieler
- Justin Grace (* 1970), neuseeländischer Bahnradsportler und Radsporttrainer
- Kate Grace (* 1988), US-amerikanische Leichtathletin
- Kenya Grace, britisch-südafrikanische Musikerin
- Leslie Grace (* 1995), US-amerikanische Sängerin, Songwriterin und Filmschauspielerin
- Maggie Grace (* 1983), US-amerikanische Schauspielerin
- Max Grace (* 1942), neuseeländisch-kanadischer Radrennfahrer
- Mckenna Grace (* 2006), US-amerikanische Schauspielerin und Synchronsprecherin
- Meyer Grace (1903–1978), russisch-US-amerikanischer Schauspieler
- Nancy Grace (* 1959), US-amerikanische Fernsehmoderatorin
- Natalia Grace (* 2003), US-amerikanische Schauspielerin
- Nickolas Grace (* 1947), britischer Schauspieler
- Patricia Grace (* 1937), neuseeländische Autorin
- Peter Grace, Tontechniker
- Ricky Grace (* 1966), australisch-amerikanischer Basketballspieler
- Robbie Grace (* 1954), südafrikanischer Snookerspieler
- Sophie Grace (* 2006), US-amerikanische Schauspielerin
- Teddy Grace (1905–1992), US-amerikanische Jazz-Sängerin
- Thomas-François de Grace (1713–1798), französischer Agrarwissenschaftler und Schriftsteller
- Thomas Samuel Grace (1815–1879), britischer Missionar in Neuseeland
- Topher Grace (* 1978), US-amerikanischer Schauspieler
- Virginia Grace (1901–1994), US-amerikanische Archäologin
- W. G. Grace (1848–1915), englischer Cricketspieler
- William Russell Grace (1832–1904), US-amerikanischer Politiker